# اچ‌ام‌اس بوین (۱۷۶۶)
اچ‌ام‌اس بوین (۱۷۶۶) (به انگلیسی: HMS Boyne (1766)) یک کشتی بود که طول آن ۱۶۲ فوت (۴۹٫۴ متر) بود. این کشتی در سال ۱۷۶۶ ساخته شد.